# MW 18014
Il razzo tedesco A4  MW 18014 fu il primo missile balistico di prova a lungo raggio a raggiungere lo spazio esterno compiendo un volo suborbitale. 
Il V2 fu lanciato il 20 giugno 1944, presso il Centro di ricerca militare di Peenemünde.
Fu il primo oggetto creato dall'uomo a superare la linea di Kármán, raggiungendo un apogeo di 176 chilometri (109 miglia). Si trattava di un lancio di prova verticale e non era destinato a raggiungere la velocità orbitale, così diventò il primo volo spaziale suborbitale.

## Sfondo Storico
I primi razzi A4, nonostante fossero in grado di raggiungere altitudini di 90 km, soffrivano di molteplici problemi di affidabilità. Ad esempio, un difetto di progettazione nella parte anteriore dello scafo esterno ne causava regolarmente il fallimento durante il volo, provocando il fallimento di circa il 70% dei lanci di prova. Si verificò che un razzo A4 il quale soffriva di oscillazioni pogo durante la salita virò di 90 gradi fuori rotta, portandolo a schiantare vicino al pad di lancio, uccidendo quattro truppe di lancio situate sul posto.
La squadra missilistica di Peenemünde apportò una serie di miglioramenti per correggere i problemi di affidabilità durante il 1943 e la prima metà del 1944.  A ostacolare il programma furono i raid da parte dell'operazione Hydra, i tentativi di privatizzare il programma nel giugno 1944, frequenti interferenze da parte delle SS e la detenzione per due settimane del direttore tecnico Wernher von Braun il 15 marzo 1944.
I progressi degli Alleati nel nord della Francia, i miglioramenti dell'impianto sotterraneo Mittelwerk  dove furono prodotti i razzi A4, e i miglioramenti della formula del propellente liquido rinnovarono l'enfasi di Von Braun nell'affrontare i problemi di affidabilità dell'A4.

## Lancio e Record
I missili V2 erano stati concepiti dagli ingegneri tedeschi per evitare i radar e distruggere indisturbati gli obbiettivi dei nemici. Per questo motivo esigevano di una capacità di volare molto in alto, più di ogni razzo concepito fino ad allora. Il lancio del MW 18014 faceva parte di una serie di lanci di prova verticali effettuati nel giugno 1944 progettati per valutare il comportamento del razzo nel vuoto.
Il missile era privo di alcuna carica esplosiva, ma nonostante ciò pesava 12.500 kg. Il lancio avvenne dalla piattaforma del Centro di ricerca militare di Peenemünde e il MW 18014, dopo aver liberato il pad Oie(complesso di lancio Peenemunde GWO ) superò il record di altitudine stabilito da uno dei suoi predecessori (lanciato il 3 ottobre 1942 ) raggiungendo un apogeo di 176 km.
MW 18014 è stato il primo oggetto creato dall'uomo ad attraversare lo spazio così superando la linea Kármán(100 km). Il razzo non possedeva velocità orbitale, per cui raggiunto il picco ricadde sulla Terra, cioè compì un volo suborbitale. Siccome la linea nel 1944 non era stata ancora stabilita, gli ingegneri tedeschi non festeggiarono il successo del lancio. Infatti questa particolare altitudine all'epoca non era considerata significativa; gli scienziati missilistici di Peenemünde celebrarono piuttosto il lancio di prova del V4 nell'ottobre 1942, il primo a raggiungere la termosfera. Solamente dopo la guerra, la Fédération Aéronautique Internationale (Federazione mondiale degli sport aerei) definì il confine tra l'atmosfera terrestre e lo spazio esterno con la linea di Kármán.
Un successivo A4/V2 lanciato, facente parte della stessa serie di test, superò il record di MW 18014, con un apogeo di 189 km. La data di quel lancio è sconosciuta perché gli scienziati missilistici non avevano registrato alcuna data precisa.

### Annotazioni
1. ↑  Il nome tecnico dei razzi V2 era A4, cioè Aggregat 4.

### Fonti
1. ↑  (EN) M.P. Milazzo, L. Kestay e C. Dundas, Visione delle Scienze Planetarie 2050 Workshop (PDF), su hou.usra.edu.
2. ↑  (EN) Michael Bright e Chloe Sarosh, La Terra dallo Spazio, su books.google.it, Random House, 2019,  p. 288.
3. 1 2 3 4 5  (EN) Mark Wade, Peenemuende, su Astronautix.com (archiviato dall'url originale il 22 giugno 2011).
4. 1 2 3 4 5  (EN) Chronology - Quarter 1 1944, su astronautix.com, 8 aprile 2010 (archiviato dall'url originale l'8 aprile 2010).
5. ↑  (EN) Highlights in German Rocket Development from 1927–1945, su MSFC History Office, NASA Marshall Space Flight Center (archiviato dall'url originale il 20 marzo 2012).
6. 1 2   Walter Dornberger, V-2, New York, Viking, 1952.

English translation 1954.